# デール・ウェスターマン
デール・ウェスターマン（Dale Westerman、1969年10月13日 - ）は、オーストラリア出身のプロボクサー、キックボクサー。身長178cm、体重70kg。

## 来歴

### ボクシング
- 1994年3月4日、プロデビュー戦でミック・マッドダフォードに6R判定負け。
- 2004年10月2日、コリン・フニアに2RKO勝ちし、OPBF東洋太平洋ライトヘビー級王座獲得。
- 2005年2月23日、後楽園ホールで西澤ヨシノリに12R判定勝ちを収め、2度目の防衛に成功。

OPBF東洋太平洋ライトヘビー級王座返上（3度防衛）。
- 2006年10月8日、ショーン・コーネルに9RKO勝ちで、OPBF東洋太平洋スーパーミドル級王座、WBFインターコンチネンタル同級王座獲得。東洋太平洋2階級制覇達成。

OPBF東洋太平洋スーパーミドル級王座返上。
- 2007年3月9日、ピーター・カリウキに7RKO負け。

### キックボクシング
- 1995年9月3日、K-1で金泰泳に判定負け。
- 1999年6月5日、K-1スイス大会でマリノ・デフローリンに判定負け。

## 戦績

### プロボクシング
| プロボクシング 戦績 | プロボクシング 戦績 | プロボクシング 戦績 | プロボクシング 戦績 | プロボクシング 戦績 | プロボクシング 戦績 | プロボクシング 戦績 |
| ------------------- | ------------------- | ------------------- | ------------------- | ------------------- | ------------------- | ------------------- |
| 24 試合             | (T)KO               | 判定                | その他              | 引き分け            | 無効試合            |                     |
| 17 勝               | 9                   |                     |                     | 0                   | 0                   |                     |
| 7 敗                |                     |                     |                     | 0                   | 0                   |                     |

### キックボクシング
| キックボクシング 戦績 | キックボクシング 戦績 | キックボクシング 戦績 | キックボクシング 戦績 | キックボクシング 戦績 | キックボクシング 戦績 | キックボクシング 戦績 |
| --------------------- | --------------------- | --------------------- | --------------------- | --------------------- | --------------------- | --------------------- |
| 2 試合                | (T)KO                 | 判定                  | その他                | 引き分け              | 無効試合              |                       |
| 0 勝                  | 0                     | 0                     | 0                     | 0                     | 0                     |                       |
| 2 敗                  | 0                     | 2                     | 0                     | 0                     | 0                     |                       |

| 勝敗 | 対戦相手             | 試合結果       | 大会名            | 開催年月日   |
| ×    | マリノ・デフローリン | 5R終了 判定1-2 | K-1 Fight Night 5 | 1999年6月5日 |
| ×    | 金泰泳               | 5R終了 判定0-3 | K-1 REVENGE II    | 1995年9月3日 |

## 獲得タイトル
- ビクトリア州スーパーミドル級王座
- WBFアジアパシフィックライトヘビー級王座
- WBFインターコンチネンタルスーパーミドル級王座
- OPBF東洋太平洋ライトヘビー級王座
- OPBF東洋太平洋スーパーミドル級王座
- WKA南パシフィックスーパーウェルター級王座